# 나를따르라
스마트톡쇼 나를따르라는 KBS 1TV에서 2014년 10월 25일과 2014년 11월 1일 토요일 저녁 6시에 방송되었던 퀴즈 프로그램이다. 소프트웨어 개발 전문업체인 케이시크가 기술개발과 제작에 참여했고 한국전파통신진흥원의 제작지원에 따라 생방송으로 제작되었다.

## 기획 의도
2014년 스마트폰 3천7백만시대 시청자를 위한 진정한 양방향 방송시대를 개막한다. 시청자와 스튜디오 패널이 같은 주제로 퀴즈를 풀고 열띤 토크배틀을 통해 시청자의 마음을 알아보는 신개념 양방향 토크 퀴즈쇼이다.
나를따르라 1회 영상
나를따르라 2회 영상

## 방송 시간
2014년 10월 25일, 2014년 11월 1일 2일에 걸쳐 파일럿 프로그램으로 편성되어 송출되었다.

## 정규편성
2014년 KBS 우수프로그램상을 수상하였으며 정규프로그램으로 편성이 확정되었으나 이듬해 연출을 맡았던 PD가 시청자 부서로 이동하고 정규편성되지 못했다.

## 양방향 방송 플랫폼

### 땡기지 (라이브 퀴즈 플랫폼)
- 제작사였던 케이시크는 양방향 방송을 위한 플랫폼 '땡기지'를 2011년부터 개발하였으며 '나를따르라'에 적용했다.
- 1999년 KBS퀴즈온코리아 프로그램이 인터넷 참가 플랫폼에 성공한 이후, SBS브레인코리아, MBC브레인서바이벌 등 여타의 방송에서 대규모의 시청자가 인터넷 온라인으로 참여하는 프로그렘 시도가 있었으나 대부분 시스템 불안으로 실패하였다.
- 케이시크는 대규모 시청자가 스마트폰으로 참여하는 양방향 방송기술, 참가 결과를 분석하여 정답을 정하고 채점하는 반응형 퀴즈 기술을 구현하여 플랫폼을 완성하였으며 학교, 축제 등 다양한 현장경험을 통해 시스템의 완성도를 높였다.
- 케이시크는 시청자의 반응을 분석하여 답을 결정하는 방식의 반응형 퀴즈 기술에 대한 특허와 진행자의 도움 없이 다자간 퀴즈겨루기를 진행하는 기술에 대한 특허 등을 보유하고 있다.
- 땡기지는 동시 25만명이 독립적인 방송 및 이벤트에 참여할 수 있는 채널 방식을 운용하도록 하였으며, 최대 300개의 채널을 지원한다.
- 스마트폰 사용자를 위한 방송중 사진이나 글을 업로드하거나 시청자 간 의견을 공유할 수 있는 SNS 서비스를 제공했다.
- 땡기지는 2024년 땡기지플러스로 재출시되었으며 100만명의 동시접속자를 지원하며 라이브 퀴즈앱으로 꾸준히 사용되고 있다.

### 라이브 퀴즈 이벤트
- 땡기지 플랫폼을 사용하면 누구나 스마트폰으로 참여하는 퀴즈 이벤트를 운용할 수 있다.
- 학교, 기업, 지자체 등에서 자체적으로 골든벨 퀴즈대회 등을 운영할 수 있다.
- 누구나 퀴즈문제를 출제할 수 있으며, 진행도움 없이 방송에서 진행되는 형식의 퀴즈 이벤트를 진행할 수 있다.
- 2017년 HQTrivia, 2018년 잼라이브 등의 모바일 퀴즈앱이 등장해서 큰 인기를 누렸는데, 2012년 출시된 땡기지가 모바일 퀴즈앱의 효시격에 해당한다고 할 수 있다.
- 나를따르라에서 선보였던 딜레마퀴즈쇼는 시청자들이 투표에 참여하고 많은 선택을 받은 답을 정답으로 규정했는데, 방송 이후에 밸런스게임이라는 이름으로 붙여졌다. 밸런스게임은 잼라이브에서도 선보였다.

## 진행 방식

### 최대 25만명 시청자 참여
- 생방송으로 송출되는 TV 쇼를 보면서 시청자가 스마트폰으로 퀴즈풀이에 참여한다.
- 최대 25만명의 시청자가 참여할 수 있도록 시스템을 구비하였다.
- 아이폰 및 안드로이드 앱을 모두 제공하여 스마트폰 앱을 설치한 후 입장하면 방송제작에 함께 참여할 수 있다.

### 정답이 없는 딜레마 퀴즈 진행
- 스튜디오에는 1명의 진행자와 8명의 패널, 그리고 400 명의 방청객이 함께 자리한다.
- 스튜디오의 진행자 1명을 제외하고는 패널과 방청객은 모두 퀴즈를 풀수 있다.
- 또한 생방송으로 송출되고 있어 가정에서 방송을 보는 시청자도 스마트폰으로 퀴즈풀이에 참석할 수 있다.
- 총 5-6 개의 퀴즈문제가 출제되며, 8평의 패널과 전체 시청자 참여자가 퀴즈를 풀게 된다.
- 정답과 함께 하트를 최대 5개까지 배팅할 수 있으며, 정답 여부에 따라 하트당 100점 가감이 결정된다.
- 하트는 입장할 때 10개를 받으며 방송을 보고 있는 동안 5분에 하나씩 추가로 받을 수 있다.
- 매 문제가 시작되면 패널들은 자신들의 의견을 제시하고 그 논리를 전개한다.
- 모두에게 스마트폰으로 답변을 입력할 수 있는 시간을 준다.
- 답변 마감시간이 되면 사람들의 답변 선택 결과를 집계하고 방송화면에 노출시킨다.
- 많은 사람이 선택한 답을 정답으로 정하고, 하트 개수에 따라 채점해서 순위를 정한다.
- 매 문제를 풀때마다 맞힌 사람중에서 추첨하여 경품을 지급한다.
- 주간에 퀴즈풀이에 참석하면 하트를 추가로 2개씩 받도록 되어 있다.
- 매 문제가 종료될 때마다, 순위를 발표한다.
- 답변 집계 결과는 연령대, 성별에 따른 결과를 구하고 송출한다.
- 모든 단계의 문제가 종료되면 패널중 최고점자를 가리고 경품을 지급하고, 시청자중 최고점자를 가려 1000만원의 상금을 지급한다.

### 의미접속
- 스마트톡쇼 나를 따르라에 참여하기 위해서는 하트를 많이 확보하는 것이 관건이 된다.
- 많은 사람들이 방송 시간 이외의 시간에 나를따르라 이벤트를 통해 하트를 확보하게 하였으며 이를 통해 항상 나를따르라에 의미적인 접속을 유지시키도록 하였다.

### 우승자
- 패널중에 가장 높은 점수를 얻는 자를 패널 우승자로 선정한다.
- 시청자 중 최고점자를 가려 1000만원의 상금을 지급하고, 통화한다.

## 진행결과

### 1회 진행결과 (2014.10.25)
- 참여인원:22,619
- 문제1. 더 끌리는 메뉴는? 김치찌개, 된장찌개

결과: 김치찌개
- 문제2. 다시 태어난다면? 여자, 남자

결과: 남자
- 문제3. 사랑하는 배우자가 내 스마트폰 비밀번호를 알려달라고 한다면? 알려준다, 알려주지 않는다.

결과: 알려준다
- 문제4. 모바일 청첩장에 대한 당신의 생각은? 간편하다, 성의없다.

결과: 성의없다.
- 문제5. 결혼에 대한 나의 생각은? 해야한다, 하지 않아도 된다.

결과: 해야한다.

### 2회 진행결과 (2014.11.1)
- 참여인원: 37,779
- 문제1. 거액의 복권에 당첨된다면? 가족에게 알린다, 알리지 않는다.

결과: 가족에게 알린다.
- 문제2. 타임머신을 타고 시간여행을 한다면? 과거에 간다, 미래에 간다.

결과: 미래에 간다
- 문제3. 다툴 때 내편이면 좋을 것 같은 사람은? 인상이 무서운 박준규, 말발 센 김태현

결과: 김태현
- 문제4. 신혼집을 마련할 돈이 부족하다면? 가진 돈으로 원룸을 얻는다, 무리해서라도 대출을 받는다.

결과: 가진돈으로 원룸
- 문제5. 가정에서 소변볼 때 남자들은 어떻게 해야할까? 서서, 앉아서

결과: 서서
- 문제6. 일생에 한명의 자녀만 낳는다면? 아들, 딸

결과: 딸

## 기술발전
나를따르라는 수만명의 사용자가 실시간으로 스마트폰을 이용하여 퀴즈게임에 참여하는 최초의 스마트 양방햔 방송이다. 이전에도 비슷한 시도가 상당히 있었지만 기술적인 완성도 문제로 실패를 거듭했었다.

### 전문기업의 역할
이러한 유형의 양방향 방송기술은 생방송을 전제로 진행되었던 탓에 상당한 수준의 안정적 기술이 뒷받침 되어야 가능한 일이었다. 과거의 숱한 실패사례는 기술전문성이 부족했던 제작자들 중심의 방송이 제작되었기 때문이다. 이러한 문제는 양방향 기술개발시인 케이시크의 등장으로 해소되었다.
케이시크는 4년 동안의 지속적인 연구개발 결과로 2014년 나를따르라 방송을 성공시킬 수 있었다. 나를따르라 이후로도 EBS보니하니, EBS 장학퀴즈, MBC 아침앤퀴즈 등으로 생방송으로 이어졌다.

### 기술특허
케이시크는 2010년부터 기술개발을 지속하면서 10여건의 관련 특허를 획득했다. 특히 2023년에는 "상호작용 토크게임 시스템 및 방법"이라는 한국특허를 등록했는데 이 특허는 투표퀴즈의 일종인 동의율퀴즈에 대한 BM특허이다.
동의율퀴즈는 다수의 사용자가 투표를 하고 투표결과 자신과 같은 항목에 투표한 사람들의 비율(동의율)을 정확히 맞힐수록 높은 점수를 획득하는 퀴즈방법으로 다른 사람의 의견을 잘 듣게하기 위한 양방향 토론 방송을 위해 개발되었다. 이 특허는 2025년 미국 특허청에 "Interactive talk game system and method"라는 이름의 BM특허로 등록되었다.
케이시크의 사내벤처로 출범했던 메가토크코리아는 참가자의 투표결과로 정답을 정하는 방식의 "온라인 반응형 퀴즈 시스템 및 방밥" 특허를 보유하고 있다.

### 기술개발 촉진
KBS 나를따르라는 국내외적으로 실시간투표게임이나 실시간 퀴즈게임의 기술개발의 기폭제가 되었다. 제작진에 따르면 2015년 일본의 텐츠가 해당 기술에 상당한 관심을 보이며 기술투자와 일본내에서의 방송제작에 관심을 가지고 몇차례 미팅이 이뤄졌다고 한다.
2017년부터 HQTrivia, 잼라이브, 더퀴즈라이브 등 모바일 라이브 퀴즈앱이 절정의 인기를 끌었는데 나를따르라가 이들 라이브 퀴즈앱의 효시가 된다고 볼수도 있다.
현재까지도 나를따르라에 사용된 땡기지 앱이 서비스중에 있으며 카훗 퀴즈앤 등의 라이브퀴즈앱들이 안정적으로 서비스되고 있다.

## 만족도 조사

### 만족도 조사 개요
방송종료 후 나를따르라 생방송에 참여했던 시청자들을 대상으로 방송에 대한 설문을 실시했다.
- 설문인원: 2,514
- 설문일시: 2014.11.06 ~ 2014.11.10

### 설문 결과
- 1. 나를 따르라 파일럿 방송 2회 가운데 참석하신 횟수는?

0회: 18.1% (454명) 1회: 55% (1382명) 2회: 27% (678명)
- 2. 나를 따르라 파일럿 방송에 대한 귀하의 소감은 어떻습니까?

신선했다: 89.5%(2,251명) 진부했다: 3.1%(79명) 잘 모르겠다: 7.3%(184명)
- 3. 나를 따르라 정규개편에 대한 귀하의 생각은 어떻습니까?

정규개편 찬성: 94.5%(2,376명) 정규개편 반대: 5.5%(138명)
- 4. 나를따르라가 정규개편되면 참여하실 의향이 있으신가요?

있음: 97.1%(2,441명) 없음: 2.9%(73명)
- 5. 나를 따르라 프로그램에 지인의 참여를 권유하시겠습니까?

권유함: 95.4%(2,398명) 권유하지 않음: 4.6%(116명)
- 6. 나를 따르라 정규개편 희망 요일은?

월요일: 11.3%(284명) 화요일: 4.7%(117명) 금요일: 14.7%(370명) 토요일: 48.2%(1211명) 일요일: 21.2%(532명)
- 7. 나를따르라 정규개편시 희망하는 시간대는?

오전시간(06~08시): 7.8%(195명) 저녁시간(18~20시):70.1%(1763명) 심야시간(20~24시): 22.1%(556명)
- 8. 다음 방송 중 땡기지를 활용한 실시간 투표/퀴즈를 도입하기를 희망하는 방송은?

아침마당:6.9%(173명) 심야토론:12.8%(321명) 도전골든벨:40.1%(1008명) 불후의 명곡: 40.3%(1012명)
- 9. 나를따르라 데일리퀴즈 이벤트에 참여하신 횟수는 얼마입니까?

참여하지 않음:24.3%(611명) 1회:31.7%(798명) 2회:16.7%(421명) 3회이상:27.2%(684명)
- 10. 나를따르라 데일리 퀴즈의 개최시간으로 가장 선호하는 시간을 골라주십시오.

오전 8시 정각: 3.9%(99명) 오후 12시 30분: 6.5%(163명) 오후 6시 정각: 25.1%(632명) 오후 7시 정각:31.5%(792명) 오후 9시 정각:6%(150명)